# Strymon maura
Strymon maura är en fjärilsart som beskrevs av Charles Oberthür. Strymon maura ingår i släktet Strymon och familjen juvelvingar. Inga underarter finns listade i Catalogue of Life.